# Les Irradiés de Béryl
Les Irradiés de Béryl est un témoignage collectif de cinq auteurs sur l'accident de Béryl.

## Présentation
Louis Bulidon, en tant qu’appelé, est affecté en décembre 1961 au Service Technique des Armées arme atomique, dans une base militaire dans le désert du Hoggar en Algérie. Depuis des mois, son travail consiste à prélever des filtres, à en mesurer la radioactivité. C’est la routine, les capteurs et les stylets sont muets. Dans la base, le personnel a conscience de son statut privilégié alors que la troupe, elle, risque à tout instant sa peau dans les djebels. Dans ce monde de l’insouciance et du silence, car tout est secret, un drame pourtant se prépare. L’explosion du 1er mai qui doit doter la France d’une force de frappe opérationnelle se transforme en grand show. Deux ministres, Pierre Messmer, ministre des Armées, et Gaston Palewski, ministre de la Recherche Scientifique, sont à la tribune d’honneur face à la montagne. La météo est défavorable car le vent souffle fort mais pas question de différer la mise à feu. La bombe explose et secoue la montagne qui disparaît dans une avalanche de poussières et d’éboulis, puis une énorme flamme s’en échappe, suivi d’un gigantesque nuage noir qui se dirige sur l’assistance. C’est la panique. Dans le sauve-qui-peut, on en oublie un moment les ministres… Quelques heures plus tard, ils passeront d’urgence à la douche de décontamination, savonnés et brossés au balai à poils durs, sans égard particulier pour leur rang…